# قائمة قواعد البيانات الأكاديمية ومحركات البحث
تحتوي هذه الصفحة على قائمة تمثيلية بأهم قواعد البيانات ومحركات البحث المفيدة في السياقات الأكاديمية للعثور على المقالات والوصول إليها في الدوريات الأكاديمية والمستودعات المؤسسية والأرشيفات أو غيرها من مجموعات المقالات العلمية والأكاديمية الأخرى. نظرًا لأن التمييز بين قاعدة بيانات ومحرك بحث ليس واضحًا في أنظمة نظام استرجاع المعلومات المعقدة هذه، يُرجى مراجعة:
قائمة محركات البحث العامة للحصول على محركات بحث يمكن استخدامها للأغراض الأكاديمية.
المقالة الخاصة بـقاعدة بيانات ببليوغرافية للحصول على معلومات حول قواعد البيانات التي توفر معلومات ببليوغرافية حول الكتب والمقالات العلمية.
يرجى ملاحظة أن "مجاني" أو "اشتراك" يمكن أن يشير إلى كل من توفر قاعدة البيانات أو توفر المقالات العلمية المدرجة فيها. وقد تم تحديد ذلك بأكبر قدر ممكن من الدقة في القوائم أدناه.

## القائمة
| الاسم                                                                         | التخصصات                                                                         | الوصف | تكلفة الوصول                                                                 | مقدم الخدمة |
| ----------------------------------------------------------------------------- | -------------------------------------------------------------------------------- | --- | ---------------------------------------------------------------------------- | --- |
| Academic Search                                                               | متعددة التخصصات                                                                  | عدة إصدارات: كاملة، النخبة، الممتازة، وإصدار الخريجين | اشتراك                                                                       | EBSCO Publishing |
| African Journals OnLine (AJOL)                                                | متعددة التخصصات                                                                  | مجلات علمية منشورة في أفريقيا | ملخصات مجانية؛ النص الكامل باشتراك                                           | African Journals OnLine |
| AgeLine                                                                       | علم الاجتماع، الشيخوخة                                                           | يتضمن معلومات حول قضايا الشيخوخة، بما في ذلك الاقتصاد، الصحة العامة والسياسات. | اشتراك                                                                       | EBSCO Publishing |
| AGRICOLA: Agricultural Online Access                                          | الزراعة                                                                          | | مجاني واشتراك                                                                | من إنتاج مكتبة الزراعة الوطنية الأمريكية. يتم توفير الوصول المجاني من قبل مكتبة الزراعة الوطنية. ، بينما توفر ProQuest و OVID الوصول بالاشتراك.                                                                  |
| AGRIS: Agricultural database                                                  | الزراعة                                                                          | يغطي الزراعة، الغابات، تربية الحيوانات، علوم المياه والأسماك، التغذية البشرية، وأدبيات التوسع من أكثر من 100 دولة مشاركة. يشمل مواد مثل التقارير العلمية والتقنية غير المنشورة، الأطروحات، أوراق المؤتمرات، المنشورات الحكومية، وغيرها.                                                                     | مجاني                                                                        | من إنتاج منظمة الأغذية والزراعة للأمم المتحدة (FAO). |
| Airiti Inc                                                                    | متعددة التخصصات                                                                  | | اشتراك                                                                       | Airiti Inc |
| Analytical Abstracts                                                          | الكيمياء                                                                         | | اشتراك                                                                       | Royal Society of Chemistry |
| Analytical Sciences Digital Library                                           | الكيمياء التحليلية                                                               | | مجاني                                                                        | المكتبة الرقمية الوطنية للعلوم والقسم الكيميائي التحليلي في الجمعية الكيميائية الأمريكية |
| Anthropological Index Online                                                  | علم الإنسان                                                                      | فهرس فقط (بدون ملخصات أو نصوص كاملة). | مجاني                                                                        | Royal Anthropological Institute |
| Anthropological Literature                                                    | علم الإنسان                                                                      | | اشتراك                                                                       | يتم صيانته من قبل جامعة هارفارد. يمكن لغير المنتسبين لهارفارد الوصول إليه عبر OCLC. |
| Arachne                                                                       | علم الآثار، تاريخ الفن                                                           | باللغة الألمانية | مجاني                                                                        | المعهد الأثري الألماني وجامعة كولونيا |
| Arnetminer                                                                    | علوم الحاسوب                                                                     | خدمة عبر الإنترنت تستخدم لفهرسة والبحث في الشبكات الأكاديمية الاجتماعية | مجاني                                                                        | Tsinghua University |
| Arts & Humanities Citation Index                                              | الفنون، العلوم الإنسانية                                                         | جزء من Web of Science | اشتراك                                                                       | Clarivate Analytics |
| Aerospace & High Technology Database                                          | الفضاء، الطيران، علم الفلك                                                       | | اشتراك                                                                       | ProQuest |
| arXiv                                                                         | الفيزياء، الرياضيات، علوم الحاسوب، العلوم غير الخطية، علم الأحياء الكمي، الإحصاء | مستودع للنصوص الأولية الإلكترونية للأبحاث في مجالات الرياضيات، الفيزياء، الفلك، علوم الحاسوب، علم الأحياء الكمي، الإحصاء، والتمويل الكمي. | مجاني                                                                        | Cornell University |
| ASCE Library                                                                  | الهندسة المدنية                                                                  | تشمل جميع تخصصات الهندسة المدنية، بما في ذلك الهندسة الإنشائية، الجيوتقنية، هندسة النقل، هندسة البناء، الهندسة البيئية، ميكانيكا الهندسة، الاستدامة، الموارد المائية، الري، الهيدروليكا، الهيدرولوجيا، القنوات المائية، والتخطيط الحضري.                                                                    | الملخص مجاني، النص الكامل باشتراك                                            | American Society of Civil Engineers |
| Association for Computing Machinery Digital Library                           | علوم الحاسوب، الهندسة                                                            | | اشتراك                                                                       | Association for Computing Machinery |
| آسكزاد                                                                        | متعدد التخصصات                                                                   | تحتوي على نُسخ مصورة للمقالات الأصلية التي تعود إلى عام 1823، مصممة وفقًا لاحتياجات الباحثين، وتسعى لإضافة كل ما يُنشر حول الشرق الأوسط بأي لغة وفي أي مكان حول العالم. | بحث مجاني؛ اشتراك للوصول الكامل                                              | askzad.com |
| الإدريسي - محرك بحث أكاديمي                                                   | متعدد التخصصات                                                                   | عشرات الملايين من الأوراق العلمية من المصادر الأكاديمية المختلفة بعدة لغات، بتنسيقات مختلفة. | مجاني                                                                        | academicssearchengine.com/ |
| Astrophysics Data System                                                      | الفيزياء الفلكية، الجيوفيزياء، الفيزياء                                          | | مجاني                                                                        | Harvard University |
| ATLA Religion Database                                                        | الدراسات الدينية                                                                 | يوفر معلومات حول موضوعات مثل الدراسات التوراتية، الأديان العالمية، تاريخ الكنيسة، والدين في القضايا الاجتماعية. | اشتراك                                                                       | [ 21 ] |
| AULIMP: Air University Library's Index to Military Periodicals                | العلوم العسكرية                                                                  | | مجاني                                                                        | Air University |
| BASE: Bielefeld Academic Search Engine                                        | متعددة التخصصات                                                                  | | مجاني                                                                        | Bielefeld University |
| Beilstein database                                                            | الكيمياء العضوية                                                                 | | اشتراك                                                                       | متاح من Elsevier تحت اسم المنتج Reaxys |
| Bibliographie de civilisation médiévale                                       | دراسات العصور الوسطى                                                             | ببليوغرافيا للكتب عن العصور الوسطى. اعتبارًا من عام 2018، تحتوي على حوالي 65,000 سجل ببليوغرافي مصنف بالكامل. | اشتراك                                                                       | من إنتاج University of Poitiers، متاح من Brepols Publishers. |
| Biological Abstracts                                                          | علم الأحياء                                                                      | مجموعة كاملة من المراجع الببليوغرافية التي تغطي علوم الحياة والأبحاث الطبية الحيوية المنشورة في أكثر من 4,000 مجلة دولية. | اشتراك                                                                       | متاح من Thomson Reuters |
| BioOne                                                                        | علم الأحياء، علم البيئة، والعلوم البيئية                                         | تجميعية للنصوص الكاملة لأكثر من 180 مجلة علمية تنشر أبحاثًا حديثة في مجالات مثل حفظ التنوع البيولوجي، علم الأحياء، البيئة، العلوم البيئية، علم الحشرات، علم الطيور، علوم النبات، وعلم الحيوان. | الملخصات والمراجع مجانية، بعض العناوين مجانية بالكامل، والبقية تتطلب اشتراكًا | متاح من BioOne |
| Bioinformatic Harvester                                                       | علم الأحياء، المعلوماتية الحيوية                                                 | محرك بحث متعدّد المصادر لـ 50 قاعدة بيانات ومشروع في المعلوماتية الحيوية. | مجاني                                                                        | متاح من Liebel-Lab KIT Karlsruhe Institute of Technology |
| Book Review Index Online                                                      | مراجعات الكتب                                                                    | | اشتراك                                                                       | Thomson Gale |
| Books In Print                                                                | الكتب                                                                            | | اشتراك                                                                       | R.R. Bowker |
| CAB Abstracts                                                                 | علوم الحياة التطبيقية والتكنولوجيا الحيوية                                       | خدمة معلومات ببليوغرافية تتيح الوصول إلى الأدبيات العلمية في العلوم التطبيقية. | اشتراك                                                                       | CABI |
| Chemical Abstracts Service                                                    | الكيمياء                                                                         | | اشتراك                                                                       | American Chemical Society |
| Chemisches Zentralblatt Structural Database                                   | العلوم، الكيمياء                                                                 | تطبيق بحث عبر الإنترنت يتيح الوصول إلى المعلومات الواردة في Chemisches Zentralblatt دون التقيد بلغة معينة. | اشتراك                                                                       | متاح من InfoChem |
| ChemXSeer                                                                     | الكيمياء                                                                         | يبدو أن المشروع قد تم التخلي عنه في عام 2018. | مجاني                                                                        | Pennsylvania State University |
| Chinese Social Science Citation Index                                         | العلوم الاجتماعية                                                                | | اشتراك                                                                       | Nanjing University |
| CINAHL: Cumulative Index to Nursing and Allied Health                         | التمريض، المهن الصحية المساعدة                                                   | | اشتراك                                                                       | EBSCO |
| CiNii                                                                         | متعددة التخصصات                                                                  | قاعدة بيانات تضم 15 مليون مقال باللغة اليابانية من 3600 مجلة. | ملخصات مجانية، النصوص الكاملة تتطلب اشتراكًا                                  | National Institute of Informatics |
| CHBD: Circumpolar Health Bibliographic Database                               | الطب                                                                             | | مجاني                                                                        | University of Calgary |
| Citebase Search                                                               | الرياضيات، علوم الحاسوب، الفيزياء                                                | فهرس استشهادات شبه تلقائي للأبحاث المتاحة مجانًا عبر الإنترنت. | مجاني                                                                        | University of Southampton |
| CiteULike                                                                     | علوم الحاسوب                                                                     | | مجاني                                                                        | |
| CiteSeer                                                                      | علوم الحاسوب                                                                     | تم استبداله بـ CiteSeerX. | مجاني                                                                        | Pennsylvania State University |
| CiteSeerX                                                                     | علوم الحاسوب، الإحصاء، الرياضيات، وأصبح متعدد التخصصات                           | | مجاني                                                                        | Pennsylvania State University |
| Civil engineering database                                                    | الهندسة المدنية                                                                  | قاعدة بيانات ببليوغرافية تغطي جميع منشورات ASCE منذ عام 1872. | مجاني                                                                        | American Society of Civil Engineers |
| Cochrane Library                                                              | الطب، الرعاية الصحية                                                             | تتضمن مراجعات للأبحاث لتعزيز الرعاية الصحية المبنية على الأدلة. | اشتراك                                                                       | Wiley Interscience |
| CogPrints: Cognitive Sciences Eprint Archives                                 | العلوم (عام)                                                                     | | مجاني                                                                        | University of Southampton |
| The Collection of Computer Science Bibliographies                             | علوم الحاسوب                                                                     | | مجاني                                                                        | Alf-Christian Achilles |
| Compendex                                                                     | الهندسة                                                                          | النسخة الإلكترونية من Engineering Index. | اشتراك                                                                       | Elsevier |
| COnnecting REpositories                                                       | متعددة التخصصات                                                                  | | مجاني                                                                        | Open University |
| Current Index to Statistics                                                   | الإحصاء                                                                          | بحث محدود مجاني. | اشتراك                                                                       | American Statistical Association و Institute of Mathematical Statistics |
| Current Contents                                                              | متعددة التخصصات                                                                  | جزء من Web of Science. يحتوي على 7 مجموعات فرعية متخصصة حسب المجال. | اشتراك                                                                       | Clarivate Analytics |
| Directory of Open Access Journals                                             | الدوريات الأكاديمية                                                              | دليل المجلات المفتوحة الوصول (DOAJ) يضم أكثر من 10,000 مجلة مفتوحة الوصول (حتى سبتمبر 2014) في مجالات بحثية متعددة. | مجاني                                                                        | Lund University |
| dblp computer science bibliography                                            | علوم الحاسوب                                                                     | قائمة شاملة للأبحاث من المؤتمرات والمجلات العلمية الرائدة في علوم الحاسوب. | مجاني                                                                        | من إنتاج Schloss Dagstuhl - Leibniz Center for Informatics و University of Trier, Germany |
| EconBiz                                                                       | الاقتصاد                                                                         | يوفر دعمًا للبحث والتعليم في مجال الاقتصاد مع نقطة دخول مركزية لجميع أنواع المعلومات المتخصصة وإمكانية الوصول المباشر إلى النصوص الكاملة. | مجاني                                                                        | من إنتاج ZBW- German National Library of Economics– Leibniz Information Centre for Economics (ZBW) |
| EconLit                                                                       | الاقتصاد                                                                         | قاعدة البيانات الإلكترونية التابعة لجمعية الاقتصاد الأمريكية، وهي المصدر الأهم عالميًا للمراجع المتعلقة بالأدبيات الاقتصادية. | اشتراك                                                                       | من إنتاج American Economic Association متاحة عبر EBSCOhost، ProQuest، OVID، و AEA. |
| EMBASE                                                                        | الطب الحيوي، علم الأدوية                                                         | قاعدة بيانات طبية حيوية تركز بشكل قوي على أبحاث الأدوية والصناعات الدوائية. | اشتراك                                                                       | Elsevier |
| ERIC: Educational Resource Information Center                                 | التعليم                                                                          | أدبيات ومصادر تعليمية. توفر الوصول إلى أكثر من 1.3 مليون سجل يعود تاريخها إلى عام 1966. | مجاني                                                                        | من إنتاج United States Department of Education متاحة أيضًا بالاشتراك عبر OCLC و CSA. |
| Europe PMC                                                                    | الأبحاث الطبية الحيوية                                                           | قاعدة بيانات للأدبيات الطبية الحيوية وعلوم الحياة، مع إمكانية الوصول إلى المقالات البحثية الكاملة والاستشهادات. تتضمن أدوات تحليل النصوص وروابط لمجموعات بيانات طبية وعلمية خارجية. شريك في PMC International.                                                                                              | مجاني                                                                        | EMBL-EBI |
| FSTA – Food Science and Technology Abstracts                                  | علوم الأغذية، تكنولوجيا الأغذية، التغذية                                         | قاعدة بيانات رائدة عالميًا للمعلومات المتعلقة بعلوم الأغذية، تكنولوجيا الأغذية، والتغذية. | اشتراك                                                                       | من إنتاج IFIS Publishing، ومتاحة عبر EBSCOhost، IHS Inc.، Ovid، ProQuest، Dialog، STN، و Web of Science. |
| GENESIS                                                                       | تاريخ المرأة                                                                     | وصف لمجموعات تاريخ المرأة من مصادر في المملكة المتحدة، بالإضافة إلى مواقع إلكترونية متعلقة بتاريخ المرأة. | مجاني                                                                        | London Metropolitan University |
| GeoRef                                                                        | علوم الأرض                                                                       | | اشتراك                                                                       | American Geosciences Institute |
| Global Health                                                                 | الصحة العامة                                                                     | قاعدة بيانات متخصصة في الببليوغرافيا، والتجريد، والفهرسة مخصصة لأبحاث وممارسات الصحة العامة. | اشتراك                                                                       | CABI |
| Golm Metabolome Database                                                      | مطيافية الكتلة                                                                   | قاعدة بيانات Golm Metabolome (GMD) هي مكتبة مرجعية لأطياف الكتلة للمواد الأيضية النشطة بيولوجيًا، يتم قياسها باستخدام الكروماتوغرافيا الغازية المقترنة بمطيافية الكتلة. | بحث عبر الإنترنت مجاني، والاستخدام دون اتصال بالإنترنت يتطلب اشتراكًا         | Golm Metabolome Database |
| Google Patents                                                                | براءات الاختراع                                                                  | | مجاني                                                                        | Google |
| Google Scholar                                                                | متعددة التخصصات                                                                  | | مجاني                                                                        | Google |
| HCI Bibliography                                                              | واجهات الإنسان-الحاسوب                                                           | ببليوغرافيا إلكترونية لمعظم مجالات HCI مخصصة للباحثين، المطورين، المعلمين، والطلاب. | مجاني                                                                        | Gary Perlman |
| HubMed                                                                        | الطب                                                                             | واجهة بديلة لقاعدة بيانات PubMed للأدبيات الطبية. | مجاني                                                                        | Alf Eaton |
| IEEE Xplore                                                                   | علوم الحاسوب، الهندسة، الإلكترونيات                                              | | اشتراك                                                                       | IEEE |
| Index Copernicus                                                              | العلوم متعددة التخصصات                                                           | قاعدة بيانات علمية للمجلات الأكاديمية – تضم حاليًا أكثر من 2,500 مجلة من مختلف أنحاء العالم، بما في ذلك 700 مجلة من بولندا. | مجاني                                                                        | Index Copernicus International |
| Index Theologicus                                                             | اللاهوت، الدراسات الدينية                                                        | ببليوغرافيا علمية دولية مفتوحة الوصول في مجال اللاهوت والدراسات الدينية. تشمل مقالات المجلات والكتب والموسوعات والمدونات والبيانات البحثية وغيرها. | مجاني                                                                        | IxTheo |
| Information Bridge: Department of Energy Scientific and Technical Information | متعددة التخصصات                                                                  | توفر وصولًا عامًا مجانيًا لأكثر من 266,000 وثيقة كاملة واستشهادات ببليوغرافية لتقارير أبحاث وزارة الطاقة الأمريكية. | مجاني                                                                        | United States Department of Energy، Office of Scientific and Technical Information |
| Informit                                                                      | متعددة التخصصات                                                                  | مجمع أسترالي لقواعد البيانات والمجلات الببليوغرافية. | اشتراك                                                                       | RMIT Training Pty Ltd (RMIT Training) |
| IngentaConnect                                                                | متعددة التخصصات                                                                  | | البحث مجاني؛ النصوص الكاملة باشتراك                                          | Ingenta |
| Indian Citation Index                                                         | متعددة التخصصات                                                                  | قاعدة بيانات ببليوغرافية هندية تضم مقالات من حوالي 1000 مجلة أكاديمية هندية. | اشتراك                                                                       | Indian Citation Index |
| IARP                                                                          | متعددة التخصصات                                                                  | نظام إدارة معرفة مفتوح الوصول يشمل المنح، المنشورات، المؤتمرات في العلوم الطبيعية والاجتماعية والسلوكية. | مجاني                                                                        | Volunteer Collaboration |
| Inspec                                                                        | الفيزياء، الهندسة، علوم الحاسوب                                                  | قاعدة بيانات ببليوغرافية رائدة تقدم ملخصات وفهرسة للأوراق العلمية والتقنية في الفيزياء والهندسة الكهربائية والإلكترونيات وعلوم الحاسوب. | اشتراك                                                                       | Institution of Engineering and Technology (IET) |
| INSPIRE-HEP                                                                   | الفيزياء (الطاقة العالية)                                                        | | مجاني                                                                        | CERN، DESY، Fermilab، SLAC، IHEP |
| International Bibliography of Humanism and the Renaissance                    | دراسات عصر النهضة                                                                | ببليوغرافيا للمنشورات الأكاديمية حول الثقافة والتاريخ الأوروبي في القرنين السادس عشر والسابع عشر. اعتبارًا من 2018، تحتوي على حوالي 355,000 سجل ببليوغرافي مصنف بالكامل. | اشتراك                                                                       | Brepols Publishers |
| International Directory of Philosophy                                         | الفلسفة                                                                          | تحتوي على معلومات حول أقسام الفلسفة الجامعية والبرامج، والجمعيات الفلسفية، ومراكز الأبحاث، والمجلات، وناشري الفلسفة في الولايات المتحدة، وكندا، وحوالي 130 دولة أخرى. | بحث مجاني؛ الوصول الكامل يتطلب اشتراكًا                                       | Philosophy Documentation Center |
| International Medieval Bibliography                                           | دراسات العصور الوسطى                                                             | قاعدة بيانات ببليوغرافية متعددة التخصصات تغطي أوروبا، شمال إفريقيا، والشرق الأوسط من عام 300 إلى 1500 ميلادية. اعتبارًا من 2018، تحتوي على حوالي 440,000 مدخل. | اشتراك                                                                       | من إنتاج Leeds University، ومتاحة من Brepols Publishers. |
| International Philosophical Bibliography                                      | الفلسفة                                                                          | قاعدة بيانات ببليوغرافية تركز على تاريخ الفلسفة والفلسفة القارية. | اشتراك                                                                       | من إنتاج Université Catholique de Louvain، متاحة من Peeters Publishers. |
| J-Gate                                                                        | جميع المجلات العلمية                                                             | بوابة إلكترونية للأدبيات العلمية العالمية، توفر وصولًا سلسًا إلى ملايين المقالات العلمية. | ملخصات ومراجع مجانية، عناوين مفتوحة الوصول، والبقية تتطلب اشتراكًا            | J-Gate |
| JournalSeek                                                                   | متعددة التخصصات                                                                  | مجلات مفتوحة الوصول بعدة لغات. | روابط لصفحات المجلات وناشريها                                                | JournalSeek |
| JSTOR: Journal Storage                                                        | متعددة التخصصات                                                                  | تشمل مجموعات JSTOR: المجلات الحالية، المجلات المؤرشفة، الكتب، ومجموعات المصادر الأولية. الموارد المجانية: 3 مقالات كل أسبوعين (عبر برنامج "التسجيل والقراءة")، بالإضافة إلى المجلات المبكرة (قبل عام 1923 في الولايات المتحدة، و1870 في أماكن أخرى) متاحة مجانًا دون تسجيل.                                  | مجاني وبالاشتراك                                                             | JSTOR |
| Jurn                                                                          | متعددة التخصصات                                                                  | أداة بحث مجانية عبر الإنترنت للعثور على وتنزيل الأعمال العلمية الكاملة المفتوحة الوصول. توسعت Jurn في 2014 لتشمل مجلات مفتوحة الوصول في الفنون والعلوم الإنسانية، بالإضافة إلى مجالات البيئة، العلوم، الطب الحيوي، الأعمال والاقتصاد.                                                                       | مجاني                                                                        | Jurn |
| L'Année philologique                                                          | الدراسات الكلاسيكية                                                              | أكثر من 860,000 مدخل ببليوغرافي، تتضمن كلمات مفتاحية، ملخصات، وروابط للنصوص الكاملة. | اشتراك                                                                       | من إنتاج Société Internationale de Bibliographie Classique، ومتاحة من Brepols Publishers. |
| Lesson Planet                                                                 | التعليم (المرحلة الابتدائية والثانوية)                                           | أكثر من 400,000 مورد تعليمي مراجع من قبل المعلمين، بما في ذلك خطط الدروس، أوراق العمل، مقاطع الفيديو التعليمية، ومقالات حول التعليم. | الملخص مجاني؛ النصوص الكاملة تتطلب اشتراكًا                                   | Lesson Planet |
| LexisNexis                                                                    | القانون (عام)                                                                    | قاعدة بيانات إلكترونية للمعلومات القانونية وسجلات الأبحاث العامة. | اشتراك                                                                       | Reed Elsevier |
| Lingbuzz                                                                      | اللغويات                                                                         | أرشيف مجاني لمقالات اللغويات، مع التركيز على علم النحو، الدلالة، الصوتيات، والصرف. | مجاني                                                                        | Center for Advanced Study in Theoretical Linguistics، University of Tromsø |
| Linguamatics                                                                  | الطب، الرعاية الصحية، براءات الاختراع                                            | واجهة للبحث في MEDLINE، ClinicalTrials.gov، ملصقات أدوية FDA، PubMed Central، وملخصات براءات الاختراع الأمريكية. | اشتراك                                                                       | Linguamatics |
| MathSciNet                                                                    | الرياضيات                                                                        | متاح أيضًا بنسخته المطبوعة تحت اسم "Mathematical Reviews". | اشتراك                                                                       | American Mathematical Society |
| MEDLINE                                                                       | الطب، الرعاية الصحية                                                             | واجهة سهلة الاستخدام للبحث واسترجاع الاستشهادات والملخصات للمجلات الطبية والصحية. | اشتراك                                                                       | EBSCO |
| MedlinePlus                                                                   | الطب                                                                             | | مجاني                                                                        | من إنتاج United States National Library of Medicine، United States National Institutes of Health، و United States Department of Health and Human Services                                                        |
| Mendeley                                                                      | متعددة التخصصات                                                                  | كتالوج أبحاث Mendeley هو قاعدة بيانات تعاونية لمستندات البحث. قام الباحثون برفع ما يقارب 100 مليون وثيقة إلى الكتالوج مع مساهمات إضافية من مستودعات موضوعية مثل PubMed Central و Arxiv.org. | مجاني                                                                        | Mendeley |
| Merck Index                                                                   | الكيمياء، علم الأحياء، علم الأدوية                                               | متاح أيضًا كإصدار مطبوع. | اشتراك                                                                       | كان يُنتج سابقًا من Merck & Co. وهو متاح الآن من Royal Society of Chemistry |
| Meteorological and Geoastrophysical Abstracts                                 | الأرصاد الجوية، الفيزياء الفلكية، الجيولوجيا                                     | | اشتراك                                                                       | من إنتاج American Meteorological Society، متاح من Dialog و CSA. |
| NBER: National Bureau of Economic Research                                    | الاقتصاد                                                                         | | مجاني                                                                        | National Bureau of Economic Research |
| Microsoft Academic                                                            | متعددة التخصصات                                                                  | يوفر العديد من الطرق المبتكرة لاستكشاف الأوراق العلمية والمؤتمرات والمجلات والمؤلفين. | مجاني                                                                        | Microsoft |
| Microsoft Academic Knowledge Graph                                            | متعددة التخصصات                                                                  | يوفر مجموعة بيانات RDF عن المنشورات العلمية والكيانات ذات الصلة، مثل المؤلفين، والمؤسسات، والمجلات، والمجالات الدراسية. | مجاني                                                                        | University of Freiburg |
| MyScienceWork                                                                 | العلوم                                                                           | قاعدة بيانات تحتوي على أكثر من 70 مليون منشور علمي و12 مليون براءة اختراع. | مجاني                                                                        | MyScienceWork |
| National Criminal Justice Reference Service                                   | علم الجريمة، علم الاجتماع                                                        | ملخصات لمقالات المجلات العلمية، وتقارير الوكالات والمنظمات غير الحكومية، وأعمال المؤتمرات. | مجاني                                                                        | United States Department of Justice، Office of Justice Programs |
| National Diet Library Collection                                              | متعددة التخصصات                                                                  | يابانية. كتالوج المكتبة الوطنية لليابان. | —                                                                            | National Diet Library |
| OAIster                                                                       | متعددة التخصصات                                                                  | | مجاني                                                                        | OCLC |
| OpenEdition.org                                                               | العلوم الإنسانية، العلوم الاجتماعية                                              | توفر OpenEdition أربع منصات نشر ومعلومات على نطاق دولي مخصصة للأبحاث في العلوم الإنسانية والاجتماعية. | مجاني                                                                        | Cléo (UMS 3287)، CNRS، EHESS، University of Avignon |
| OpenSIGLE                                                                     | الأدبيات الرمادية                                                                | تقوم بفهرسة الأدبيات الرمادية الأوروبية. | مجاني                                                                        | Institut de l'information scientifique et technique |
| Paperity                                                                      | متعددة التخصصات                                                                  | مجمع للمجلات والمقالات مفتوحة الوصول، يحتوي على أكثر من 1,500,000 مقال نصي كامل و 4,200 مجلة تغطي جميع التخصصات الأكاديمية واللغات المختلفة. | مجاني                                                                        | Paperity |
| Philosophy Documentation Center eCollection                                   | الأخلاقيات التطبيقية، الفلسفة، الدراسات الدينية                                  | مجلات وسلاسل علمية وأعمال مؤتمرات من عدة دول متاحة عبر الإنترنت. | الملخصات والمعاينات مجانية؛ النصوص الكاملة تتطلب اشتراكًا                     | Philosophy Documentation Center |
| Philosophy Research Index                                                     | الفلسفة                                                                          | فهرس للكتب والمجلات والأطروحات والوثائق الأخرى في مجال الفلسفة. | اشتراك                                                                       | Philosophy Documentation Center |
| PhilPapers                                                                    | الفلسفة                                                                          | | مجاني                                                                        | PhilPapers |
| POIESIS: Philosophy Online Serials                                            | الفلسفة، الأخلاقيات التطبيقية، الدراسات الدينية                                  | مجلات وسلاسل علمية، مع إمكانية الوصول عبر الإنترنت للمؤسسات المشتركة بالإصدارات المطبوعة. | الملخصات والمعاينات مجانية؛ النصوص الكاملة تتطلب اشتراكًا                     | Philosophy Documentation Center |
| POPLINE                                                                       | السكان، تنظيم الأسرة، الصحة الإنجابية                                            | تحتوي قاعدة البيانات على أكبر مجموعة في العالم من الأدبيات المتعلقة بالسكان وتنظيم الأسرة والصحة الإنجابية والتنمية. وتعد مصدرًا دوليًا يساعد مديري البرامج وصناع السياسات ومقدمي الخدمات في الدول النامية والمنظمات الداعمة على الوصول إلى المقالات العلمية والمنشورات التقنية والبرامجية.                   | مجاني                                                                        | Knowledge for Health، Center for Communication Programs، Johns Hopkins Bloomberg School of Public Health |
| Project MUSE                                                                  | العلوم الإنسانية، العلوم الاجتماعية                                              | يقدم Project MUSE محتوى رقميًا في العلوم الإنسانية والاجتماعية للمجتمع الأكاديمي، ويوفر إصدارات كاملة من المجلات العلمية والكتب. | اشتراك                                                                       | Project MUSE، Johns Hopkins University Press |
| PsycINFO                                                                      | علم النفس                                                                        | أكبر قاعدة بيانات مخصصة للأدبيات المحكّمة في العلوم السلوكية والصحة النفسية. تحتوي على أكثر من 3.7 مليون سجل ببليوغرافي مع معلومات موسعة للفهرسة، وأكثر من 60 مليون استشهاد مرجعي، وتغطي الأدبيات منذ منتصف القرن التاسع عشر، مع بعض المحتوى الذي يعود إلى القرن السادس عشر.                                 | اشتراك                                                                       | من إنتاج APA، ومتاحة من عدة مزودي قواعد بيانات. |
| Psychology's Feminist Voices                                                  | علم النفس                                                                        | أرشيف رقمي متعدد الوسائط يحتوي على ملفات تعريف 250 من عالمات النفس النسويات اللاتي شكّلن ويواصلن التأثير في مجال علم النفس. تُنظم الملفات في قسمين: "نساء من الماضي" و"الحضور النسوي". يحتوي قسم "الحضور النسوي" على نصوص مقابلات أصلية ومقاطع فيديو مع العالمات يتحدثن عن تطورهن النسوي ومسيرتهن الأكاديمية. | مجاني                                                                        | يستند إلى York University، تورونتو، كندا. |
| PubChem                                                                       | الكيمياء                                                                         | | مجاني                                                                        | National Center for Biotechnology Information و U.S. National Library of Medicine |
| PubMed                                                                        | الطب الحيوي                                                                      | قاعدة بيانات تحتوي على المراجع والملخصات المتعلقة بعلوم الحياة والمواضيع الطبية الحيوية. | مجاني                                                                        | National Institutes of Health و U.S. National Library of Medicine |
| PubPsych                                                                      | علم النفس                                                                        | نظام بحث مجاني للمصادر النفسية. يوفر مجموعة شاملة ومتوازنة من الموارد من قواعد بيانات دولية متعددة مع تركيز أوروبي، ويغطي احتياجات الأكاديميين والمهنيين النفسيين. | مجاني                                                                        | Leibniz Institute for Psychology Information |
| Questia: Online Research Library                                              | متعددة التخصصات (تاريخية)                                                        | | اشتراك                                                                       | Questia |
| Readers' Guide to Periodical Literature                                       | المجلات والصحف                                                                   | التغطية: من عام 1983 إلى الوقت الحاضر. | اشتراك                                                                       | H. W. Wilson Company |
| Readers' Guide Retrospective: 1890–1982                                       | المجلات والصحف                                                                   | | اشتراك                                                                       | H. W. Wilson Company |
| RePEc: Research Papers in Economics                                           | الاقتصاد                                                                         | | مجاني                                                                        | Volunteer Collaboration |
| Rock's Backpages                                                              | الموسيقى                                                                         | وثائق أولية حول تاريخ موسيقى الروك أند رول. | الاشتراك مطلوب، ولكن يتوفر وصول محدود مجاني بعد التسجيل                      | Backpages Limited |
| Russian Science Citation Index                                                | المجلات العلمية                                                                  | قاعدة بيانات ببليوغرافية للمنشورات العلمية باللغة الروسية. | مجاني                                                                        | Scientific Electronic Library |
| SafetyLit                                                                     | متعددة التخصصات                                                                  | استشهادات وملخصات لمقالات المجلات والتقارير البحثية المتعلقة بمنع الإصابات غير المقصودة، العنف، وإيذاء النفس، عبر أكثر من 35 تخصصًا مهنيًا. | مجاني                                                                        | SafetyLit Foundation بالتعاون مع Graduate School of Public Health, San Diego State University و World Health Organization's Department of Violence and Injury Prevention                                         |
| SciELO                                                                        | المجلات العلمية                                                                  | قاعدة بيانات ببليوغرافية ونموذج للنشر الإلكتروني التعاوني في الدول النامية، نشأت في البرازيل. تضم 985 مجلة علمية من دول مختلفة، مع وصول مجاني وعالمي إلى النصوص الكاملة. | مجاني                                                                        | FAPESP، CNPq، و BIREME |
| Science.gov                                                                   | متعددة التخصصات                                                                  | بوابة للوصول إلى المعلومات العلمية الحكومية ونتائج الأبحاث. تتيح البحث في أكثر من 45 قاعدة بيانات علمية و200 مليون صفحة من المعلومات العلمية، وتوفر بوابة لأكثر من 2000 موقع إلكتروني علمي. | مجاني                                                                        | Science.gov Alliance، التي تضم 18 منظمة علمية وتقنية من 14 وكالة فيدرالية أمريكية، حيث تعمل United States Department of Energy و Office of Scientific and Technical Information كجهة تشغيل رئيسية لـ Science.gov |
| Science Accelerator                                                           | متعددة التخصصات                                                                  | بوابة للوصول إلى نتائج أبحاث وتطوير وزارة الطاقة الأمريكية والإنجازات البحثية الرئيسية ذات الصلة. | مجاني                                                                        | United States Department of Energy، Office of Scientific and Technical Information |
| Science Citation Index                                                        | العلوم (عام)                                                                     | جزء من Web of Science. | اشتراك                                                                       | Clarivate Analytics |
| ScienceOpen                                                                   | متعددة التخصصات                                                                  | محرك بحث للعلوم الطبيعية والفيزيائية والعلوم الاجتماعية والإنسانية. يدمج arXiv و PubMed و SciELO، ويتكامل مع ORCID لتوفير خدمات التحكيم ونشر الأبحاث. | مجاني                                                                        | ScienceOpen |
| Scientific Information Database (SID)                                         | الهندسة، التكنولوجيا، العلوم الطبية، العلوم الأساسية، العلوم الإنسانية           | قاعدة بيانات مجانية متعددة التخصصات تحتوي على أبحاث في مجالات الهندسة والتكنولوجيا، العلوم الطبية، العلوم الأساسية، والعلوم الإنسانية. | مجاني                                                                        | Scientific Information Database |
| SCIndeks – Serbian Citation Index                                             | متعددة التخصصات                                                                  | قاعدة بيانات ببليوغرافية متعددة التخصصات، وفهرس استشهادات وطني، ومستودع مفتوح الوصول للمجلات العلمية، ومنصة نشر إلكترونية. | مجاني                                                                        | CEON/CEES – Centre for Evaluation in Education and Science, Serbia |
| Science Direct                                                                | العلوم، بما في ذلك الطب                                                          | | اشتراك                                                                       | Elsevier |
| Scopus                                                                        | متعددة التخصصات                                                                  | أكبر قاعدة بيانات للمستخلصات والاستشهادات البحثية للأدبيات المحكمة، تحتوي على أكثر من 20,500 عنوان من أكثر من 5,000 ناشر دولي. | اشتراك                                                                       | Elsevier |
| SearchTeam                                                                    | متعددة التخصصات                                                                  | منصة تعاون بحثية للطلاب للبحث عن مقالات علمية وموارد أكاديمية معًا. | مجاني                                                                        | Zakta |
| Semantic Scholar                                                              | متعددة التخصصات                                                                  | يهدف إلى إبراز أهم الأوراق البحثية بسرعة وتحديد العلاقات بينها. حاليًا يشمل أبحاث علوم الحاسوب والطب الحيوي. | مجاني                                                                        | Allen Institute for Artificial Intelligence |
| SemOpenAlex                                                                   | متعددة التخصصات                                                                  | يوسّع قدرات OpenAlex من خلال توفير تمثيلات دلالية للبيانات الأكاديمية، ويدمج ميزات تستند إلى رسم بياني معرفي لتعزيز اكتشاف الاتجاهات البحثية والتعاونات والارتباطات الأدبية في جميع المجالات. | مجاني                                                                        | OpenAlex Project |
| Shibata                                                                       | متعددة التخصصات                                                                  | قاعدة بيانات علمية تغطي مجالات متنوعة، بما في ذلك علوم الحياة، العلوم الفيزيائية، العلوم الاجتماعية، والعلوم الإنسانية، مع منشورات متاحة بعدة لغات. | مجاني                                                                        | Yubetsu |
| Social Science Citation Index                                                 | العلوم الاجتماعية                                                                | جزء من Web of Science. | اشتراك                                                                       | Clarivate Analytics |
| Socol@r: Socolar                                                              | متعددة التخصصات                                                                  | موارد أكاديمية مفتوحة الوصول بلغات مختلفة. | الملخصات مجانية؛ الروابط إلى النصوص الكاملة متاحة                            | Socolar |
| SPRESI Database                                                               | العلوم، الكيمياء                                                                 | قاعدة بيانات للبُنى الكيميائية والتفاعلات، تتوفر تحت اسم SPRESIweb وSPRESImobile. | اشتراك                                                                       | متاحة من InfoChem |
| SSRN: Social Science Research Network                                         | العلوم الاجتماعية                                                                | قاعدة بيانات تحتوي على ملخصات ومجموعة أوراق إلكترونية مرتبة حسب التخصصات. | مجاني                                                                        | Social Science Electronic Publishing, Inc. |
| Sparrho                                                                       | متعددة التخصصات                                                                  | منصة شخصية تتيح للمستخدمين اكتشاف وتنظيم ومشاركة أكثر من 60 مليون مقال بحثي وبراءة اختراع من أكثر من 45,000 مجلة ومستودع أبحاث أولية. | مجاني                                                                        | Sparrho |
| INSPIRE-HEP                                                                   | الفيزياء، (الطاقة العالية)                                                       | | مجاني                                                                        | CERN، DESY، Fermilab، SLAC، IHEP |
| SpringerLink                                                                  | متعددة التخصصات                                                                  | | الملخصات والمعاينات مجانية؛ النصوص الكاملة تتطلب اشتراكًا                     | Springer |
| Ulrich's Periodicals Directory                                                | المجلات والدوريات                                                                | | اشتراك                                                                       | ProQuest |
| VET-Bib                                                                       | العلوم الاجتماعية، التعليم                                                       | أدبيات أوروبية متعلقة بالتدريب المهني والتعليم (VET). | مجاني                                                                        | European Centre for the Development of Vocational Training |
| Web of Science                                                                | متعددة التخصصات                                                                  | تشمل منتجات أخرى مثل Social Science Citation Index، Science Citation Index، Biological Abstracts، وThe Zoological Record. | اشتراك                                                                       | Clarivate Analytics |
| WestLaw                                                                       | القانون (عام)                                                                    | | اشتراك                                                                       | Thomson Reuters |
| WorldCat                                                                      | متعددة التخصصات                                                                  | كتالوج موحد لفهارس المكتبات الأعضاء. | مجاني وبالاشتراك                                                             | OCLC |
| WorldWideScience                                                              | متعددة التخصصات                                                                  | بوابة عالمية للعلوم تتكون من قواعد بيانات علمية وطنية ودولية، توفر بحثًا فوريًا وترجمة للأدبيات العلمية متعددة اللغات من جميع أنحاء العالم. | مجاني                                                                        | WorldWideScience Alliance، وهي شراكة متعددة الأطراف تضم دولًا أعضاء، ويديرها United States Department of Energy و Office of Scientific and Technical Information                                                  |
| Zasshi Kiji Sakuin: Japanese Periodicals Index                                | المجلات والدوريات                                                                | يابانية. | مجاني                                                                        | National Diet Library's Online Catalog، MagazinePlus، CiNii |
| Zentralblatt MATH                                                             | الرياضيات                                                                        | أول ثلاثة سجلات متاحة مجانًا بدون اشتراك. | اشتراك                                                                       | Springer Science+Business Media |
| The Zoological Record                                                         | علم الحيوان                                                                      | سجل غير رسمي للأسماء العلمية والأبحاث في علم الحيوان. التغطية من 1864 إلى الوقت الحاضر. | اشتراك                                                                       | Clarivate Analytics |